# Слепанчук, Константин Прокофьевич
Константин Прокофьевич Слепанчук (20.5.1916 — 1992) — командир 2-го дивизиона 373-го артиллерийского полка (175-й стрелковой дивизии, 125-го стрелкового корпуса, 47-й армии, 1-го Белорусского фронта), майор. Герой Советского Союза.

## Биография
Родился 20 мая 1916 года в селе Ненадыха ныне Тетиевского района Киевской области в крестьянской семье. Украинец. Член КПСС с 1939 года. Жил и учился в родном селе, работал в колхозе.
В 1937 году призван в ряды Красной Армии. Начал службу рядовым на Дальнем Востоке. Участник боёв на озере Хасан. В 1939 году окончил курсы младших лейтенантов. В 1942 году — курсы усовершенствования командного состава.
В боях Великой Отечественной войны с июня 1943 года. Воевал на 1-м Белорусском фронте. Молодой командир батареи сразу проявил себя отлично подготовленным артиллеристом. На счету батареи появились десятки подавленных огневых точек противника. Вскоре его назначили заместителем командира дивизиона. В составе 175-й Уральской дивизии он воевал под Орлом и Курском, в Белоруссии, штурмовал бастионы Варшавы, брал Берлин. В бою за Берлин особенно прославились артиллеристы подразделения К. П. Слепанчука. Кажется, не было места на подступах к Берлину, где бы не стояли наши орудия, где бы не царил дух скорой победы над гитлеровской Германией. Ночью подвезли прожекторы, а когда настал час штурма, сотни их огненно-белым светом впились в чёрную мглу, в лицо врага. День наступил ночью. И вот заговорили наши орудия. Возле пушек выросли горы пустых гильз, а бойцы всё заряжали орудия и заряжали. К. П. Слепанчук только менял свой наблюдательный пункт и давал все новые и новые цели командирам батарей. Уничтожил 21 орудие, подавил 18 артиллерийских и миномётных батарей и обеспечил стрелковым подразделениям продвижение вперёд. 22 апреля 1945 года дивизион подавил огневые точки противника и способствовал переправе пехоты через канал Гогенцоллерн под Берлином. Вместе с расчётами форсировал канал, умело координировал огонь батарей и в течение дня отразил 4 контратаки противника.
Указом Президиума Верховного Совета СССР от 31 мая 1945 года за умелое управление артиллерийским дивизионом в боях при прорыве обороны противника на западном берегу реки Одер на подступах к Берлину и успешное форсирование канала подполковнику Константину Прокофьевичу Слепанчуку присвоено звание Героя Советского Союза с вручением ордена Ленина и медали «Золотая Звезда».
В 1951 году окончил курсы при Высшей офицерской артиллерийской школе. С 1960 года подполковник К. П. Слепанчук — в запасе. До 1985 года работал старшим товароведом «Продимпортторга». Жил в городе Унгены в Молдавии.
Награждён орденом Ленина, орденом Красного Знамени, двумя орденами Отечественной войны 1-й степени, орденом Отечественной войны 2-й степени, двумя орденами Красной Звезды, медалями.